# Paul Sommarin
Paul Edvin Sommarin, född 27 januari 1881 i Stoby församling, Hässleholm, död där 12 april 1963, var en svensk målare och grafiker.
Sommarin arbetade först som handelsbiträde i Hässleholm, Malmö, Lübeck, Hamburg och London samtidigt som han studerade konst på sin fritid. Han övergick till konsten på heltid och studerade under tre års tid i Dachau och München samt under ett par års tid i Florens och Pisa. Han var huvudsakligen bosatt i Göteborgstrakten, men han företog flera målarresor till bland annat Venedig och Capri. Till en följd av en ögonsjukdom blev hans måleri på äldre dagar mer koloristiskt men mindre nyanserat. Under 1930-talet ställde han ut separat i bland annat Hässleholm, Kristianstad och Borås. Tillsammans med Gunnar Svensson ställde han ut i Vara och tillsammans med Karl-Einar Andersson, Mi Fagell och Marianne Hagberg i Hässleholm 1953. Hans konst består av ett realistiskt måleri med hembygdens landskap och naturskildringar från Bohuslän och Italien. En minnesutställning med hans konst visades i Hässleholm 2015.